# Лагерные деньги нацистской Германии
Лагерные деньги (нем. Lagergeld) нацистской Германии — монеты и банкноты, имевшие хождение в организованных в нацистской Германии гетто, трудовых и концентрационных лагерях в 1933—1945 годах.

## Гетто и концлагеря с собственными денежными системами
Из многочисленных мест заточения в нацистской Германии системы лагерных денег имелись в нескольких десятках гетто, концентрационных и трудовых лагерей.
| Лагерь/гетто    | Страна расположения | Тип лагеря/гетто                                      |
| --------------- | ------------------- | ----------------------------------------------------- |
| Амерсфорт       | Нидерланды          | Транзитный концлагерь                                 |
| Больцано        | Италия              | Транзитный концлагерь                                 |
| Бухенвальд      | Германия            | Концлагерь                                            |
| Вестерборк      | Нидерланды          | Транзитный концлагерь                                 |
| Герцогенбуш     | Нидерланды          | Концентрационный лагерь                               |
| Голишов         | Чехословакия        | Трудовой лагерь                                       |
| Грини           | Норвегия            | Транзитный концлагерь                                 |
| Гросс-Розен     | Германия            | Концлагерь                                            |
| Дахау           | Германия            | Концлагерь                                            |
| Дора-Миттельбау | Германия            | Концентрационный лагерь                               |
| Заксенхаузен    | Германия            | Концентрационный лагерь                               |
| Лихтенбург      | Германия            | Концентрационный лагерь                               |
| Лодзь           | Польша              | Гетто                                                 |
| Маутхаузен      | Австрия             | Концентрационный лагерь                               |
| Нойенгамме      | Германия            | Концентрационный лагерь                               |
| Нордхаузен      | Германия            | Трудовой лагерь                                       |
| Освенцим        | Польша              | Концлагерь                                            |
| Равенсбрюк      | Германия            | Концентрационный лагерь                               |
| Сокулка         | СССР                | Гетто                                                 |
| Терезиенштадт   | Чехословакия        | Транзитный концлагерь/гетто                           |
| Флоссенбюрг     | Германия            | Концлагерь                                            |
| Штуттгоф        | Польша              | Концентрационный лагерь                               |
| BRABAG          | Германия            | Заводы и шахты с использованием принудительного труда |

## Цель создания
Введение денег для гетто решало сразу несколько задач.
1. Усложнение побегов. Так как данные денежные знаки циркулировали только в гетто, сбежавший не смог бы использовать их во внешнем мире.
2. Метод субсидирования потребностей гетто или концентрационного лагеря.
3. Изоляция интернированных, у которых не было доступа к «реальным деньгам». Таким образом осуществлялась их изоляция от внешнего мира.
4. Премирование и поощрение за сверхнормативный труд[2].

Наряду с деньгами для заключённых, существовали также расчётные жетоны и талоны для охранников лагерей.

## Денежные системы концентрационных лагерей

### Лихтенбург
Один из первых концентрационных лагерей Лихтенбург был создан в 1933 году. Сохранились единичные экземпляры лагерных денег номиналом в 1 и 2 пфеннига. Они представляли собой бумажные знаки размером 50×50 мм жёлтого и зелёного цветов соответственно, на одной стороне которых были напечатаны номинал 0,01 и 0,02, нем. Häftlings Lagergeld Konzentrationslager Lichtenburg Nur gültig im Konzentr.-Lager (рус. Лагерные деньги для заключённых Концентрационный лагерь Лихтенбург Действительны только в концентрационном лагере). Данные деньги реально можно было использовать только в местной столовой.

### Ораниенбург
Особенностью концентрационного лагеря Ораниенбург являлась его «открытость» для представителей Красного креста и иностранной прессы. Из него намеревались сделать показательное место заключения в Третьем рейхе. Наличие лагерных денег соответствовало данной задаче. Разработчиком дизайна стал узник лагеря гравёр Хорст-Вилли Липперт. Им были разработаны банкноты номиналом 5, 10, 50 пфеннигов и 1 марка (последняя известна в единичных пробных экземплярах). Особенностью денег Ораниенбурга стало наличие водяных знаков.
Зная о том, что лагерные деньги могут увидеть представители иностранной прессы, Липперт на ряде банкнот в словосочетании «нем. Lagergeld des konzentrationslagers Oranienburg» в слове «konzentrationslagers» несколько видоизменил букву «g» убрав её верхнюю черту. После этого слово стало читаться как «konzentrationslayers». Липперт надеялся, что его послание будет понято правильным образом, так как «slayers» на английском языке означает «убийцы». Однако ни представители иностранных держав, ни руководство концлагеря не обратило внимание на данное кодированное сообщение. Об этой истории сообщил сам Липперт через несколько десятилетий после окончания II мировой войны в 1981 году. Банкноты с надписью «konzentrationslayers» сохранились.
Концентрационный лагерь Ораниенбург просуществовал недолго. В июле 1934 года он был закрыт. Впоследствии, через несколько лет неподалёку был образован новый лагерь Заксенхаузен.

## Денежные системы гетто
Изначально жители гетто пользовались обычными деньгами, проштампованными особым образом, чтобы их нельзя было использовать за пределами гетто. Постепенно использование денег было запрещено, а вместо них существовала система распределения продуктовых рационов. Известны несколько гетто, где существовало подобие денежной системы с оригинальным дизайном.

### Вестерборк
Номинал был выражен в нидерландских центах, текст был на немецком языке.

### Лодзь
В 1942—1943 гг. были выпущены алюминиевые и алюминиево-магниевые монеты номиналами 10 пфеннигов, 5, 10 и 20 марок. Монеты 10 пфеннигов 1942 г., выпущенные относительно большим тиражом, вскоре были изъяты, поскольку дизайн их лицевой стороны напоминал германские монеты. Монета 10 пфеннигов следующего выпуска на лицевой стороне имела надпись по кругу «Расчётный знак на 10 пфеннигов» (цифра располагалась посредине), а на обороте «Старейшина евреев Лодзи», а в центре — шестиконечную звезду с годом на ней. Монеты позднейших выпусков (5, 10 и 20 марок) имели на обороте в левом верхнем углу крупную шестиконечную звезду, а в правом нижнем — крупную надпись ГЕТТО и ниже год. Монеты активно использовались, сохранившиеся до настоящего времени экземпляры в большинстве имеют изношенный вид.
Наряду с монетами выпускались также банкноты.

### Терезин
В Терезине выпускались банкноты номиналами от 1 до 100 крон. На лицевой стороне изображался Моисей со скрижалями и надпись «Расчётный знак на сумму … крон». Сохранилось в общей сложности несколько тысяч банкнот, причём подавляющее большинство из них — номиналом в 20 крон.

## Галерея
- Расчётный знак концлагеря Миттельбау
- Лодзинское гетто, 50 марок, лицевая сторона
- Лодзинское гетто, 10 марок, лицевая сторона
- Лодзинское гетто, 10 марок, оборотная сторона
- Лодзинское гетто, магниевая монета в 10 марок
- Деньги Терезинского гетто